# Systola

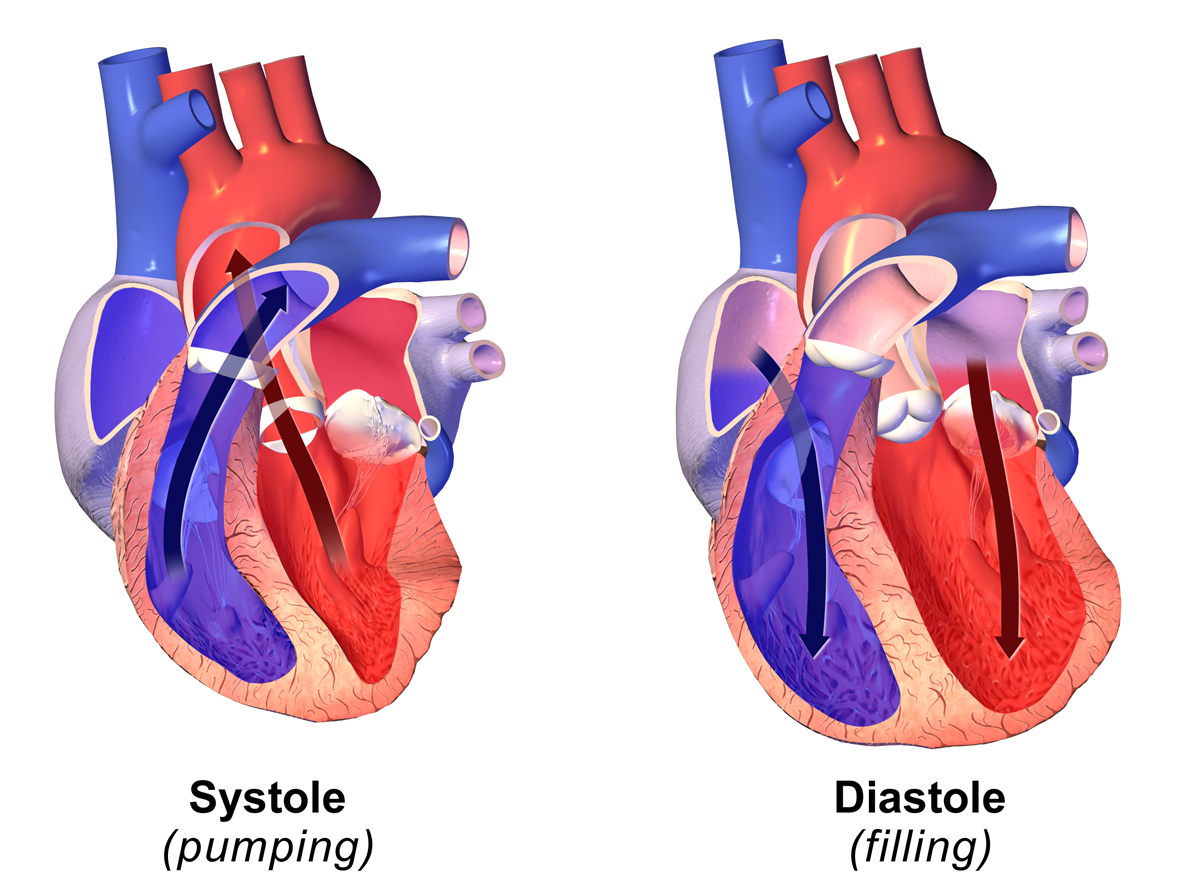

Systola je termín pocházející z řeckého slova συστολή (sustolē) a znamená stlačení. Systola je část srdečního cyklu, během níž se srdeční komory po naplnění krví stahují a pumpují krev do velkých tepen a do periferie. Při stahu levé komory se krev vypuzuje do srdečnice (aorta) a při stahu pravé komory se krev vypuzuje do plicnice (truncus pulmonalis). Po systole následuje diastola, kdy se srdeční komory uvolní a plní se krví. Trvání systoly v porovnání s diastolou je kratší, při vyšší srdeční frekvenci se systola a diastola zkracuje, diastola se zkracuje více. Při měření krevního tlaku se systolický tlak udává jako první (např. při naměření hodnoty 120/80 znamená hodnota 120 systolický tlak 120 torrů – milimetrů rtuťového sloupce).

## Úloha systoly v srdečním cyklu
Srdeční cyklus je definován jako rytmické střídavé stahování a uvolňování srdečních síní a komor, které slouží k přečerpávání krve do celého těla. Každý srdeční cyklus má diastolickou fázi neboli diastolu, kdy jsou srdeční komory ve stavu uvolnění a plní se krví, která přichází ze žil, a systolickou fázi neboli systolu, při níž se srdeční komory stahují a pumpují krev tepnami směrem k periferii.
Předsíně i komory procházejí střídavě fází systoly a diastoly. Nejprve stah síní přivádí krev do komor, poté stah komor čerpá krev ze srdce do celého těla  včetně plic k doplnění kyslíku. Zpočátku jsou síně i komory v diastole a následuje období rychlého plnění komor a krátká systola síní. Komory se naplní krví a výsledný tlak uzavře síňokomorové chlopně. Komory nyní provádějí izovolumickou kontrakci, k níž dochází při uzavření všech chlopní. Touto kontrakcí končí první fáze systoly. Následuje druhá fáze, kdy se okysličená krev čerpá z levé komory přes aortální chlopeň a aortu do všech tělesných systémů a současně se krev chudá na kyslík čerpá z pravé komory přes plicní chlopeň a plicní tepnu do plic. Během systoly opustí každou srdeční komoru 80 až 100 cm3 krve a arteriální krevní tlak dosahuje svého maxima (systolický krevní tlak), u člověka obvykle kolem 90 až 120 mmHg. Po skončení systoly nastává opět komorová diastola.
Celý srdeční cyklus zdravého lidského srdce trvá obvykle 0,8 sekundy. Při obvyklé srdeční frekvenci 75 tepů za minutu trvá systola, kdy dochází k čerpání krve z obou srdečních komor do celého těla, 0,3 sekundy a diastola, kdy se znovu naplní srdeční síně a komory, 0,5 sekundy.